# Ataque a militar en París de 2017
El ataque con machete de París, también conocido como el ataque del cuchillo del Louvre u otras variantes, fue un incidente ocurrido el 3 de febrero de 2017 cuando un hombre que portaba un machete fue disparado mientras se precipitaba hacia un grupo de soldados franceses que patrullaban como parte de la Operación Centinela el Carrousel du Louvre, el centro comercial en París, Francia. Un soldado respondió disparando al atacante.
El presunto atacante llevaba dos bolsas y los soldados que guardaban el centro comercial lo juzgaron como una amenaza directa de terrorismo. Un soldado disparó contra el hombre que gritó "Allahu Akbar" mientras intentaba atacarlos con el machete. El atacante estaba tratando de entrar en el centro comercial subterráneo del Louvre, cuando un soldado de la patrulla encargada de la seguridad de la zona disparó cinco tiros, hiriendo al atacante, que fue arrestado y de inmediato tomado para el tratamiento médico.
El Ministerio del Interior egipcio identificó al agresor como Abdullah Reda al-Hamamy, de 28 años de edad, un egipcio, que había entrado en Francia con un visado de turista de un mes emitido en Dubái el 26 de enero.